# Áldozat? (film, 2016)
Az Áldozat (eredeti cím: Elle) 2016-ban bemutatott francia–német thriller film Paul Verhoeven rendezésében. A főszerepekben Isabelle Huppert, Laurent Lafitte, Anne Consigny láthatóak.
Franciaországban 2016. május 25-én, Németországban 2017. február 16-án mutatták be a mozikban. Magyarországon az HBO Max mutatta be.

## Cselekmény
Michèle Leblanc-ot otthonában megerőszakolja egy símaszkos támadó. Ezután feltakarítja a rendetlenséget, és folytatja az életét. Egy sikeres videójáték-gyártó cég vezetője, ahol férfi alkalmazottai felváltva neheztelnek rá, vagy épp beleszeretnek. Viszonyt folytat barátnője és üzlettársa, Anna férjével, Roberttel, és flörtöl nős szomszédjával, Patrickkal. Michèle elszakadt fiától, Vincenttől, aki aláveti magát bántalmazó, terhes barátnőjének, Josie-nak. Édesanyjával, Irène-nel, akit nárcizmusa és fiatalabb férfiakkal való kapcsolatai miatt neheztel, viszálykodik. Ráadásul egy hírhedt tömeggyilkos lánya, akinek közeleg a feltételes szabadlábra helyezési meghallgatása. Az apja tettei által kísértett Michèle óvakodik a bűnüldöző szervektől, és nem jelenti a rendőrségnek a megerőszakolását
Michèle egyre gyanakvóbbá válik a férfiakkal szemben. Zaklató sms-üzeneteket kap a támadójától egy letiltott számon, ami arra utal, hogy a férfi zaklatja őt. Először Kurtra, egy különösen haragvó alkalmazottra gyanakszik, amikor egy őt megerőszakoló szörnyeteg CGI-animációját elküldi e-mailben a vállalat összes dolgozójának. Borsot szór a háza előtt ólálkodó férfira, de aztán kiderül, hogy a volt férje, Richard az, aki a biztonságát ellenőrizte. Később rájön, hogy egy másik alkalmazott, aki belebolondult a lányba, készítette az animációt, de nem erőszakolta meg.
Karácsony este Irène agyvérzést kap, és könyörög a lányának, hogy látogassa meg az apját, mielőtt a kórházban meghal. Michèle-t később otthonában megtámadja a támadó, és miután leszúrja a kezét és leleplezi, megtudja, hogy ő Patrick. Bár most már tudja a férfi személyazonosságát, és rájön, hogy a férfi annak ellenére képes bejutni a lakásába, hogy kicseréltette a zárakat, mégsem hívja a rendőrséget, és nem tesz intézkedéseket otthona biztonságának növelése érdekében.
Michèle úgy dönt, hogy meglátogatja apját, miután a feltételes szabadlábra helyezési kérelmét elutasították, de órákkal azelőtt, hogy Michèle megérkezik, a férfi felakasztotta magát. A börtönből hazafelé tartva egy félreeső helyen autóbalesetet szenved. Ahelyett, hogy mentőt hívna, először megpróbálja felhívni a barátait, majd úgy dönt, hogy felhívja Patricket. Miután a férfi kimenti őt az autóból és bekötözi, Michèle szemtelenül veszélyes szexuális kapcsolatnak udvarol vele. Élénk nemi erőszakos cselekményt hajt végre vele. Ők ketten egy kényes határvonalon mozognak, ahol Patricknak úgy kell éreznie, mintha megerőszakolná Michèle-t, annak ellenére, hogy a lány beleegyezik a szerepjátékba.
Michèle egyre inkább kiábrándul az életéből, mire a cége új videojátékának bemutató partijára kerül sor. Bevallja Annának, hogy viszonya volt Roberttel. Miközben Patrick hazaviszi, Michèle bevallja, hogy nem tagadja tovább az egészségtelen kapcsolatukat, és azt állítja, hogy fel akarja hívni a rendőrséget. Miután kiszállt a férfi parkoló autója elé sétál, nem kapkodja el a sétát, majd a kapuját nyitva hagyja. Patrick belép, és megtámadja a nőt egy kétértelmű találkozás során, amely elmossa a határt a nemi erőszak és a beleegyezés között, de Vincent, aki már a házban volt, Patrick mögé lopakodik, és hátulról koponyán vágja. Michèle látszólag nagyjából nyugodt marad, de Patrick látszólag zavartan hal meg.
Michèle röviden beszél Patrick feleségével, Rebeccával, aki éppen elköltözik a környékről. Rebecca nyugodt, és háláját fejezi ki Michèle-nek, amiért átmenetileg „ki tudta elégíteni Patrick igényeit” – ami arra utal, hogy valamilyen szinten tisztában volt azzal, hogy  szexuális kapcsolatban álltak egymással, és hogy Patricknak voltak olyan hajlamai, amelyeket nem tudott kielégíteni. Vincent most már határozottabb a kapcsolatában és a karrierjében, míg Michèle kibékül Josie-val és Annával is; utóbbi felajánlja, hogy összeköltözik vele, most, hogy mindketten megszakították kapcsolatukat Roberttel.

## Szereplők
| Szereplő        | Színész          | Magyar hang       |
| --------------- | ---------------- | ----------------- |
| Michèle Leblanc | Isabelle Huppert | Básti Juli        |
| Patrick         | Laurent Lafitte  | Crespo Rodrigo    |
| Anna            | Anne Consigny    | Spilák Klára      |
| Richard Leblanc | Charles Berling  | Hirtling István   |
| Rebecca         | Virginie Efira   | Szávai Viktória   |
| Irène Leblanc   | Judith Magre     | Tóth Judit        |
| Robert          | Christian Berkel | Jakab Csaba       |
| Vincent         | Jonas Bloquet    | Viktor Balázs     |
| Josie           | Alice Isaaz      | Mórocz Adrienn    |
| Hélène          | Vimala Pons      | Nemes Takách Kata |
| Ralf            | Raphaël Lenglet  | Horváth Illés     |
| Kevin           | Arthur Mazet     | Márkus Sándor     |
| Kurt            | Lucas Prisor     | Hajdu Tibor       |

### Magyar változat
- Bemondó: Bozai József
- Magyar szöveg: Molnár Anna
- Hangmérnök: Fék György
- Vágó: Simkóné Varga Erzsébet
- Gyártásvezető: Gelencsér Adrienne
- Szinkronrendező: Stern Dániel

A szinkront a Mafilm Audio Kft. készítette el.

## A film készítése
Paul Verhoeven azt nyilatkozta, hogy úgy érezte, a film lehetőséget ad számára, hogy „valami egészen mást csináljon, mint amit eddig csináltam. De ez az ismeretlenbe való belépés szerintem nagyon fontos egy művész életében. Ez egzisztenciális állapotba hoz. Művészként, amennyire csak lehet, bele kell lépned az ismeretlenbe, és meg kell nézned, mi történik veled.” A projektet a 2014-es cannes-i fesztiválon mutatták be. Verhoeven olyan színésznőt keresett, aki „kész lenne ezt vállalni”, és úgy vélte, Nicole Kidman „képes lenne kezelni ezt a szerepet”. Charlize Theront, Julianne Moore-t, Sharon Stone-t, Marion Cotillard-t, Diane Lane-t és Carice van Houtent is fontolóra vette Michèle szerepére, aki egy üzletasszony, akit otthonában megerőszakol egy ismeretlen támadó, és nem hagyja, hogy ez megváltoztassa pontosan rendezett életét. Verhoeven a The Guardiannek azt mondta, hogy szerinte az egyetlen amerikai színésznő, aki hajlandó lett volna rá, Jennifer Jason Leigh. „Neki abszolút nem lett volna problémája, rendkívül merész. De ő egy művészi jelenlét, mi pedig neveket kerestünk” – mondta. Verhoeven csalódott volt, hogy nem tudott meggyőzni egy jelentős amerikai színésznőt a szerepre, amit később így magyarázott: „Egyetértek azzal, hogy nincs sok női szerep - az amerikai moziban biztosan nincs. Furcsa, hogy amikor van egy, akkor hiányzott belőlük a merészség, hogy ellentmondásosak legyenek. Remélem, ezek a színésznők mind megnézik a filmet.”
A film eredetileg Bostonban vagy Chicagóban játszódott volna, de Verhoeven szerint Amerikában forgatni az erőszakos és erkölcstelen tartalom miatt nehézségekbe ütközött volna. Verhoeven ekkor döntött úgy, hogy franciául készíti el a filmet, és a forgatás előtt jelentős időt fordított arra, hogy megtanulja a nyelvet, hogy hatékonyan tudjon kommunikálni a túlnyomórészt francia színészekkel és stábbal. 2014 szeptemberében Isabelle Huppert francia színésznő leszerződött a film főszerepére.

### Forgatás
Az forgatás 2015. január 10-én kezdődött, és tíz hétig tartott. A forgatás Párizsban és környékén zajlott.